# 提华纳龙
提华纳龙（英语:Tijuana Dragons,西班牙语: Los Dragones de Tijuana）是新美国篮球协会（ABA）的一支球队，球队主场设在墨西哥的提华纳。球队在2004年的秋天开始参加联赛。在2005赛季常规赛中取得了10胜16负的成绩名列红区（Red Division）第七，取得了晋级季候赛的资格。在之后的季候赛中首轮76-122被犹他雪熊队所淘汰。
提华纳龙队在2006年取代了原来的提华纳扯铃（Tijuana Diablos），继续代表提华纳参加ABA联盟的比赛。球队的主体育场是提华纳的冯斯托·古铁雷斯·莫雷诺球馆
球队最引人注目的一件事就是前NBA全明星球员丹尼斯·罗德曼从NBA退役后曾加盟过龙队。
2005-2006赛季的其他球员包括：Abraham Keita, Andrew Ditto, Blair Labranche,Cameron Coford, Chris Fergunson, Dejuan Clayton, Enrique Alejandro Zuñiga, Fabian Valenzuela, Gene Shipley, Harold Arseneux（前雪熊队球员）,James Peterson, Marice Reddick, Rasheim Wright, Rodrigo Marquez, Taron Trahan和Tony Farmer (前金州勇士队球员).